# François L'Olonnais
Jean-David Nau, més conegut com a François l'Olonnais (Les Sables-d'Olonne, 1630 – Darién, Panamà, 1671), va ser un terrible i ferotge filibuster originari de la costa Atlàntica de França, que va viure al segle xvii. Va tenir fama com un dels pirates més cruels i de més gran valor i seguretat en si mateix, cosa que li va servir per tenir un gran domini sobre la seva gent, que l'obeïa ferament. Es diu que va obtenir infinitat de tresors.
Va arribar a les Antilles allistat en l'exèrcit francès, complint el servei militar. Un cop acabat, va preferir quedar-se a Santo Domingo en companyia dels aventurers i filibusters que hi habitaven. Es va anar aficionant a l'estil de vida d'aquella gent, i havent-se guanyant l'admiració del governador francès de l'illa de la Tortuga, De La Place, aquest li confià un petit navili per combatre la flota espanyola en aigües del mar Carib.
Després d'alguns èxits inicials la nau s'enfonsà en una tempesta a les costes de la península de Yucatán amb un important botí acumulat. En retornar a la Tortuga, obtingué del governador una nova nau i es dirigí al golf de Campeche. Allà hi fou derrotat, perdent gran part de la tripulació, que fou capturada i afusellada pels espanyols, però astutament aconseguí salvar-se robant un vaixell enemic. Poc després a les costes cubanes, amb dues canoes i amb prou feines 25 homes, va capturar un vaixell espanyol amb 90 mariners a bord, d'aquests només un va salvar la seva vida i l'Olonnais el va enviar a l'Havana amb un missatge al governador de Cuba en el qual expressava que dedicaria la seva vida a la pirateria i que mai es deixaria capturar viu per Espanya.
En endavant totes les seves incursions van tenir lloc al mar de les Antilles (o mar Carib), el llac de Maracaibo i l'Amèrica Central. Mai va poder ser derrotat pels espanyols ni per terra ni per mar, fins que finalment va ser capturat per indígenes d'una tribu kuna que li van donar mort en un ritual.
Alguns dels seus atacs com a pirata van ser executats sota els auspicis del govern francès que per aquells anys del segle xvii es trobava en guerra contra els holandesos i els espanyols.
Seguia sempre amb els seus presoners la mateixa tàctica terrorífica: els interrogava, els torturava, en triava algun que servís d'exemple als altres, a qui o bé tallava el cos a trossos o bé li esquinçava el pit traient-li el cor, que de vegades mastegava i escopia a la cara dels altres. Va ser un personatge temut i odiat a causa dels seus hàbits cruels.

## Saqueig de Maracaibo i Gibraltar
El 1666 retornà a la a Tortuga i al costat de Michel Basque ("El Basc"), va armar una petita flota de 8 naus i 650 homes amb la missió d'atacar les costes del Carib meridional. L'Olonnais es va dirigir al golf de Veneçuela d'allà va passar a la boca del llac de Maracaibo on es trobava el Castell de San Carlos, armat amb 16 canons, que s'havia bastit per a protegir la Barra de Maracaibo contra els atacs pirates. El van prendre en menys de tres hores. D'allí van marxar cap a Maracaibo i van trobar la ciutat totalment buida, però hi van obtenir grans quantitats d'aliments, animals de granja, vi i molt de conyac. L'expedició va ser un èxit amb un gran botí d'uns 20.000 reals, mercaderies diverses i 20 presoners que van ser cruelment torturats. Es van apoderar de les millors cases per a habitatge de la tropa i van fer del recinte de l'església la seva caserna.
Durant dos mesos van continuar assaltant les plantacions, capturant gent per a fer-los esclaus i acumulant tota mena de riqueses, menjar i béns que poguessin transformar en diners. Els presoners rics eren torturats sistemàticament per tal d'esbrinar on guardaven la resta de les riqueses que posseïen.
Després de l'expedició de Maracaibo, els pirates es mobilitzaren fins a Gibraltar, al sud del llac de Maracaibo, important lloc d'embarcament de cacau i del tabac Varinás, molt apreciats a Europa, i hi venceren la guarnició de 500 soldats. No obstant el pagament d'un rescat de 20.000 peces d'or i 500 caps de bestiar, l'Olonnais saquejà la ciutat obtenint un botí de 260,000 peces d'or, joies, lingots de plata, sedes i esclaus. El desastre infligit a Gibraltar va ser tan gran que la ciutat mai més va arribar a recuperar-se de l'atac. Els filibusters van celebrar la victòria granment amb balls i jocs i en tres setmanes els pirates van dissipar el botí en les tavernes i als prostíbuls de Maracaibo.
De retorn a l'illa de la Tortuga l'Olonnais es guanyà el malnom de "Calamitat dels Espanyols" (Fléau des Espagnols) per la seva cruel ferocitat en els atacs a les costes veneçolanes.